# Дідковський Данило Миколайович
Данило Миколайович Дідковський (нар. 3 вересня 1976, Київ, Українська РСР, СРСР) — український хокеїст і тренер. Гравець національної збірної.

## Спортивна кар'єра
Розпочинав виступи на професійному рівні у київському ШВСМ. П'ять сезонів захищав кольори «Сокола», що в той час грав у Східноєвропейській хокейній лізі. Виступав за юніорську, молодіжну і національну збірні України. За головну команду провів 27 ігор (5+3). 1999 року став переможцем зимової Універсіади і грав у провідній групі чемпіонату світу.
Наприкінці 20-го століття клуб перебував у скрутному фінансовому становищі. Гравцям, зокрема і Дідковському, затримували або виплачували лише частину заробітної платні. У цей час тренер іспанського клубу «Хака» Сергій Земченко запропонував йому і захисникові Сергію Гаркуші переїхати на Піренеї. Згодом до них приєднався ще один українець — Юрій Наваренко. Через вісім років перейшов до «Барселони», де з часом перейшов на посаду технічного директора команди.
Його син Станіслав Дідковський теж став хокеїстом і виступає за «Барселону».

## Досягнення
- Чемпіон зимової Унівевсіади (1): 1999
- Чемпіон України (3): 1997, 1998, 1999
- Чемпіон СЄХЛ (3): 1997, 1998, 1999
- Володар кубка СЄХЛ (2): 1998, 1999
- Чемпіон Іспанії (5): 2001, 2003, 2004, 2005, 2009
- Володар кубка Іспанії (5): 2002, 2003, 2004, 2005, 2006